# 永安里 (臺中市大安區)
永安里，舊稱「下大安」，前身「永安村」，位於臺灣臺中市大安區北部，北以第一大排與頂安里相界，南接福住里，東鄰大甲區德化、江南兩里，西鄰臺灣海峽。

## 歷史
永安里舊稱「下大安」，係於1700年代時，福建省泉州籍移民開墾當地由大安港上岸墾殖下大安與頂大安等地，聚落名以其相對位置而言，頂大安位於東側河道上游處，下大安則屬河道下游地。二戰後設村時，因當地常發生水災，故取「永保平安」之意改名「永安」。
日治時期，1901年，永安里屬大甲支廳大安區下大安庄。至1920年起，隸屬大安庄下大安大字。1945年，改名為「永安村」。2010年12月25日配合臺中縣市合併，臺中縣大安鄉永安村改制為臺中市大安區「永安里」。

## 地理
永安里位於大安區北部，北以第一大排與頂安里相界，南接福住里，東鄰大甲區德化、江南兩里，西鄰臺灣海峽。行政區域呈東西狹長型，東西長約6公里，南北寬約1公里。全里屬於大安溪下游南岸地區，境內地勢低平，為舊大安溪網流的一部份。
永安里居民主要姓氏有陳姓、塗姓、易姓。

## 政治

### 歷任首長
永安村村長（中華民國接管臺灣後初期）
| 任次 | 姓名 | 上任日期       | 卸任日期      | 備註 |
| ---- | ---- | -------------- | ------------- | ---- |
| 1    | 白印 | 1945年12月14日 | 1946年2月25日 |      |

永安村村長（民選）
| 任次 | 姓名   | 黨籍       | 上任日期       | 卸任日期       | 備註     |
| ---- | ------ | ---------- | -------------- | -------------- | -------- |
| 1    | 白印   |            | 1946年2月26日  | 1948年3月25日  | 民選首任 |
| 2    | 白印   |            | 1948年3月26日  | 1950年9月30日  |          |
| 3    | 白印   |            | 1950年10月1日  | 1952年12月13日 |          |
| 4    | 陳用旺 |            | 1952年12月14日 | 1955年4月16日  |          |
| 5    | 陳用旺 |            | 1955年4月17日  | 1958年4月26日  |          |
| 6    | 陳用旺 |            | 1958年4月27日  | 1961年4月22日  |          |
| 7    | 陳章   |            | 1961年4月23日  | 1965年5月1日   |          |
| 8    | 塗再福 |            | 1965年5月2日   | 1969年5月31日  |          |
| 9    | 塗再福 |            | 1969年6月1日   | 1974年7月29日  |          |
| 10   | 陳三郎 |            | 1974年7月30日  | 1978年7月31日  |          |
| 11   | 陳三郎 |            | 1978年8月1日   | 1982年7月31日  |          |
| 12   | 陳三郎 |            | 1982年8月1日   | 1986年7月31日  |          |
| 13   | 陳三郎 |            | 1986年8月1日   | 1987年6月6日   | 停職     |
| 13   | 白玉泉 |            | 1987年8月1日   | 1990年7月31日  | 補選     |
| 14   | 白玉泉 | 中國國民黨 | 1990年8月1日   | 1994年7月31日  |          |
| 15   | 凃清祥 | 無黨籍     | 1994年8月1日   | 1998年7月31日  |          |
| 16   | 凃清祥 | 無黨籍     | 1998年8月1日   | 2002年7月31日  |          |
| 17   | 凃清祥 | 無黨籍     | 2002年8月1日   | 2006年7月31日  |          |
| 18   | 謝綢   | 無黨籍     | 2006年8月1日   | 2010年12月24日 |          |

永安里里長（民選）
| 任次 | 姓名 | 黨籍   | 上任日期       | 卸任日期       | 備註 |
| ---- | ---- | ------ | -------------- | -------------- | ---- |
| 1    | 謝綢 | 無黨籍 | 2010年12月25日 | 2014年12月24日 |      |
| 2    | 謝綢 | 無黨籍 | 2014年12月25日 | 2018年12月24日 |      |
| 3    | 謝綢 | 無黨籍 | 2018年12月25日 | 2022年12月24日 |      |
| 4    | 謝綢 | 無黨籍 | 2022年12月25日 |                | 現任 |

## 經濟
永安里的經濟產業主要為農業，農作物以水稻、西瓜、苦瓜、芋頭為大宗，沿海地區則有部分居民從事近海捕魚及水產養殖業。

## 文化
- 環海宮
- 永安宮
- 甲安宮
- 靖安宮

## 教育

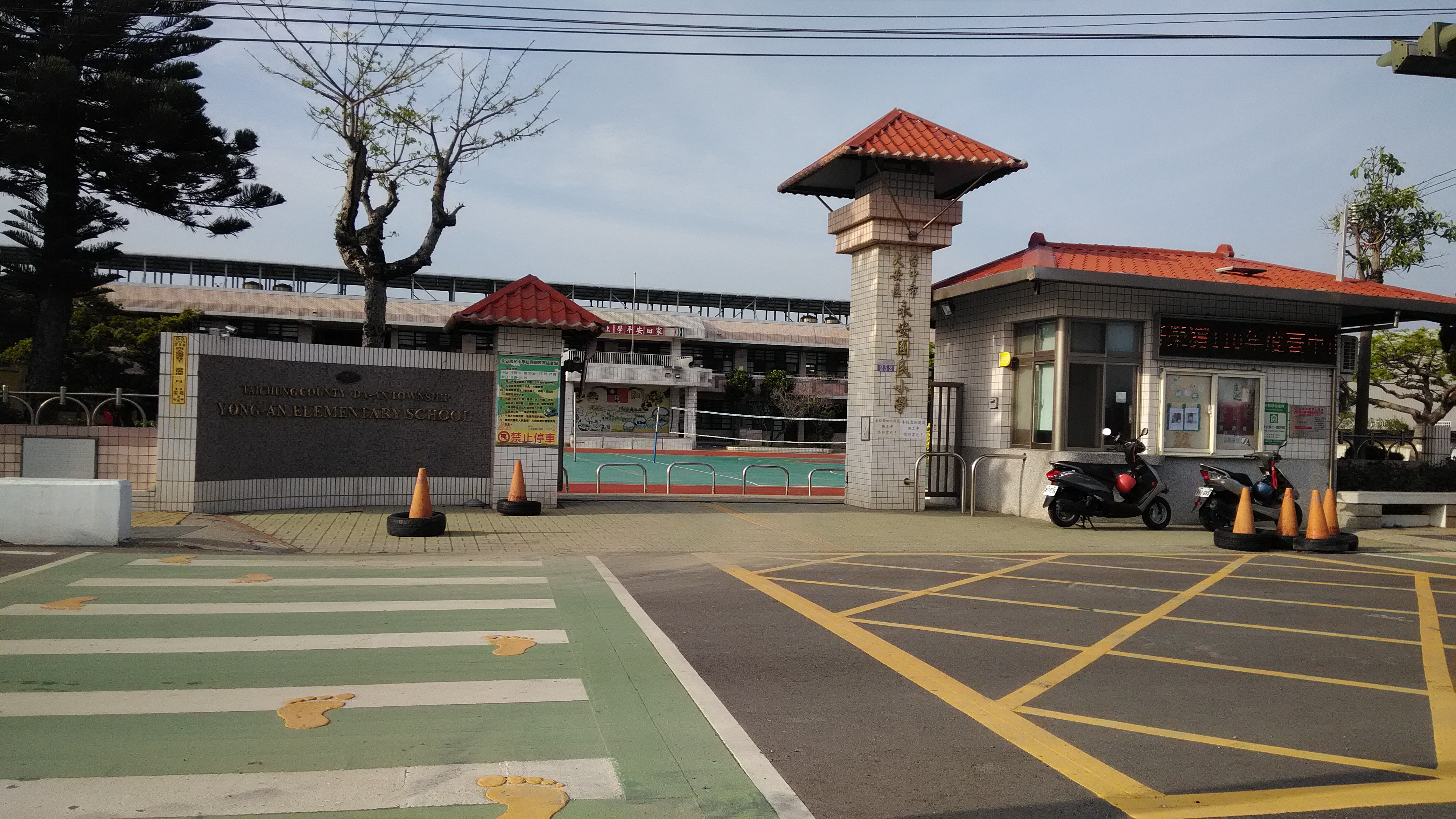
永安國小

臺中市大安區永安國民小學，簡稱「永安國小」，是一所位於永安里的國民小學，成立於1968年3月，初期為海墘國小永安分校。1975年8月1日獨立，改名「永安國民小學」。2010年12月配合縣市合併，改名「臺中市大安區永安國民小學」。
永安里境內並無國民中學的設立。在國中學區劃分上，永安里全境皆屬於大安國中的學區範圍；在國小學區劃分上，永安里1至7鄰屬於永安國小的學區範圍，8至10鄰則屬於海墘國小的學區範圍。

## 交通

### 公車
臺中市市區公車行經永安里的路線有172路（大甲至福住里）及661路（致用高中－大甲車站－永安國小環狀路線）等2條公車路線，提供當地居民搭乘及轉乘之用。

### 公路
- 台61線：136 福住交流道[21]
- 中7線：中山北路
- 中9線：南北七路

### 公共自行車
- 臺中市公共自行車租賃系統
  - 大安永安國小